# Aninișu din Vale, Gorj
Aninișu din Vale este un sat în comuna Crasna din județul Gorj, Oltenia, România. Se află în partea de nord-est a județului,  în ulucul depresionar subcarpatic.